# Ella Trebe
Ella Gertrud Trebe, geb. Beyer (* 6. November 1902 in Berlin; † 11. August 1943 im KZ Sachsenhausen) war eine deutsche Widerstandskämpferin gegen den Nationalsozialismus.

## Leben

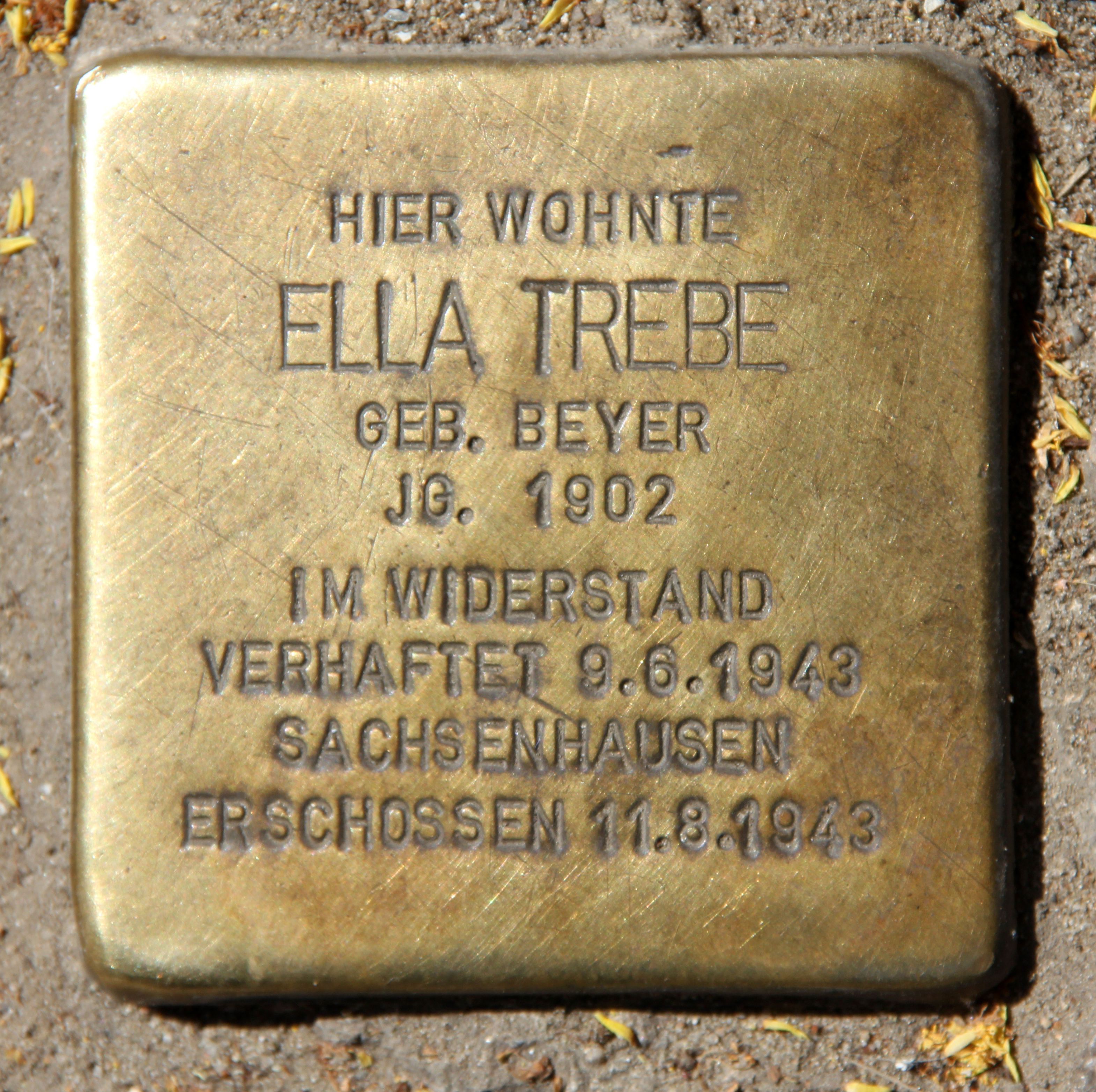
Stolperstein am Haus, Togostraße 78, in Berlin-Wedding

Ella Beyer war die Tochter des Arbeiters Otto Beyer und der Waschfrau Pauline Barcikowska und wuchs in einem der Hinterhöfe des Weddings auf. Sie arbeitete als Metallarbeiterin bei der Firma Lewin und als Wicklerin im AEG-Werk im Berliner Stadtteil Gesundbrunnen, in dem sie auch lebte. Ihr politisches Engagement begann 1922 mit dem Beitritt zum Deutschen Metallarbeiter-Verband (DMV). 1926 schloss sie sich der KPD an. 1929 wurde sie in die Bezirksverordnetenversammlung ihres Heimatbezirks gewählt. Sie heiratete ihren Weggefährten Paul Trebe. Ab 1929/30 unterstützte sie die Strategie der Revolutionären Gewerkschafts-Opposition (RGO). 1930/31 war Trebe Frauenleiterin im Vorstand des Einheitsverbandes der Metallarbeiter Berlins (EVMB).
Nach der „Machtergreifung“ der Nationalsozialisten schloss Ella Trebe sich dem „Sicherheitsapparat Norden“ der im Untergrund agierenden Bezirksleitung der KPD an. Mit Beginn des Zweiten Weltkriegs stand sie in engem Kontakt zu Wilhelm Guddorf und Erwin Reisler. Für die Rote Kapelle hielt sie als Kurier Kontakt zu anderen kommunistischen Gruppierungen im In- und Ausland. Auch nach den Verhaftungswellen gegen diese Widerstandsorganisation setzte sie ihren Widerstand fort. Im Frühjahr 1943 verschaffte sie dem Spanienkämpfer Ernst Beuthke Unterkunft und Kontakte für seinen Versuch, die durch die Verhaftungen 1942 unterbrochenen Verbindungen wiederherzustellen und am Zusammenschluss der Berliner Widerstandskämpfer mitzuwirken.
Durch Unvorsichtigkeit eines von ihr versteckten Fallschirmspringers wurden Ella Trebe und weitere Helfer 1943 zusammen mit ihrer Familie und anderen Mitgliedern der Gruppe enttarnt, unter dem Vorwurf der Feindspionage verhaftet und in das Konzentrationslager Sachsenhausen deportiert. Kurze Zeit später wurde sie dort ohne Prozess erschossen. Zusammen mit Ella Trebe wurden auch Ernst Beutke, dessen Eltern und Brüder sowie 30 weitere Widerstandskämpfer ermordet.

## Ehrungen
- Nach Kriegsende wurde in Erinnerung an Trebe auf dem Berliner Nettelbeckplatz ein Gedenkstein aufgestellt, der jedoch in den 1950er Jahren entfernt wurde.
- Seit 2006 heißt eine der neuen Straßen auf dem ULAP-Gelände am Berliner Hauptbahnhof Ella-Trebe-Straße.[2]
- Im September 2009 wurde vor ihrem ehemaligen Wohnhaus ein Stolperstein verlegt.[3]